# Chiesa dell'Annunciazione della Beata Vergine Maria (Borgo Mantovano)
La chiesa dell'Annunciazione della Beata Vergine Maria, nota anche come chiesa Beata Vergine Annunziata, è la parrocchiale di Revere, frazione-capoluogo del comune sparso di Borgo Mantovano, in provincia e diocesi di Mantova; fa parte del vicariato foraneo Madonna della Comuna.

## Storia
La primitiva chiesa di Revere venne fondata nel 1472 dai padri carmelitani, giunti da Mantova; questa chiesa divenne parrocchiale nel 1578, dato che tale titolo venne qui trasferito dall'antica chiesetta di santa Mustiola, come poi confermato da papa Clemente VIII con la sua bolla del 8 maggio 1599.
Nel 1604 venne posta la prima pietra della torre campanaria, la quale fu portata a compimento nel 1607.
Nelle Constitutiones del 1610 si legge che la chiesa faceva parte del vicariato di Pieve di Coriano.
Poco dopo la seconda metà del XVIII secolo, essendosi rivelata la chiesetta quattrocentesca insufficiente a soddisfare le esigenze dei fedeli, iniziò la costruzione della nuova parrocchiale, che venne portata a compimento una ventina d'anni dopo e benedetta il 26 marzo 1776; il progetto venne redatto da Giovanni Maria Borsotto.
Se nel 1793 la parrocchia risultava ancora officiata dai padri carmelitani, essa passò al clero della diocesi di Mantova nel periodo delle soppressioni napoleoniche; la chiesa fu consacrata nel 1892 dal vescovo Giuseppe Melchiorre Sarto.
Tra il 1960 e il 1965 la disposizione degli arredi sacri venne modificata e contestualmente fu installato l'impianto termico; nel 1967, con la revisione territoriale della diocesi, la chiesa entrò a far parte del neo-costituito vicariato della Madonna della Comuna.

L'edificio, lesionato dal terremoto dell'Emilia del 2012, fu restaurato tra il 2013 e il 2014.

## Descrizione

### Facciata
La facciata della chiesa è di forma convessa ed è suddivisa da cornici marcapiano in tre ordini; il registro inferiore è scandito da lesene e corntrolesene e presenta i tre portali d'ingresso e delle nicchie popolate, quello intermedio, affiancato da due pinnacoli, è sparito in cinque sezioni da sei lesene leone ed è caratterizzato da alcune nicchie murate, mentre quello superiore è costituito dal timpano di forma curvilinea.

### Interno
L'interno della chiesa, riccamente decorato, è costituito da una grande navata centrale sulla quale si affacciano le cappelle laterali, che sono intercomunicanti tra di loro in modo da formare quasi delle navatelle laterali.
Opere di pregio qui conservate sono la pala rappresentante l'Annunciazione, eseguita nel 1752 da Giuseppe Bazzani, la pala con l'Estasi di Santa Teresa, realizzata dal sassolese Giacomo Cavedoni, e le raffigurazioni dello Sposalizio della Beata Vergine Maria e dell'Angelo Custode con bambino, del cesenate Giuseppe Milani.